# Odwalla (entreprise)
Odwalla Inc. est une entreprise américaine d'agro-alimentaire dont les produits phares sont les jus de fruit, les smoothies et les barres énergétiques. Elle a été fondée à Santa Cruz en 1980 et son siège social est à Half Moon Bay en Californie. L'entreprise est achetée en octobre 2001 par la Coca-Cola Company
En juillet 2020, la Coca-Cola Company annonce vouloir arrêter la marque pour se concentrer sur les marques Minute Maid et Topo Chico,.

## Historique
La société Odwalla a été fondée à Santa Cruz en Californie en 1980 par Greg Steltenpohl, Gerry Percy et Bonnie Bassett,. Le trio de fondateurs a pris l'idée de vendre des jus de fruit dans un guide d'entreprenariat et a commencé à presser des oranges avec un presse agrumes d'occasion dans le jardin de Steltenpohl puis le vendre à l'arrière de leur van Volkswagen aux restaurants locaux,. Le groupe utilisait des slogans comme "soil to soul, people to planet and nourishing the body whole". Le nom de l'entreprise "Odwalla" est celui d'un personnage qui guide le « peuple du soleil » au delà de la « brume grise » dans les paroles de la chanson Illistrum, tirée du spectacle de jazz Fanfare for the Warriors (en) (1973) du Art Ensemble of Chicago,. 

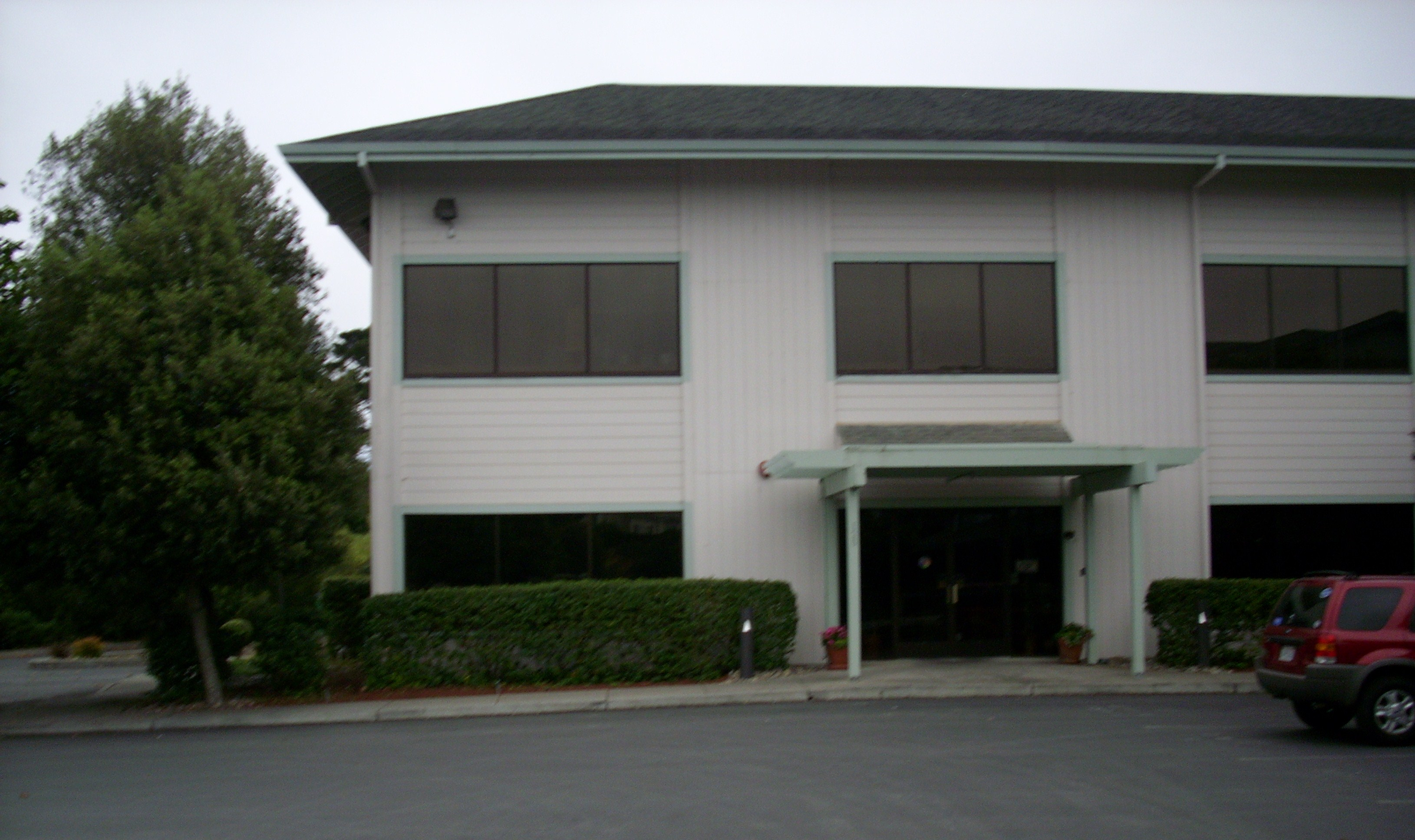
Le siège d'Odwalla à Half Moon Bay en Californie.

L'entreprise a été enregistrée en septembre 1985 après 5 années de croissance. En 1988, elle étends son activité à San Francisco à la suite d'une prise de participation de la société de capital-investissement Hambrecht & Quist et plusieurs millions de dollars investis. En 1992, l'entreprise emploie 80 personnes à son siège social de Davenport, Californie et vend près de 20 saveurs différentes,. L'entreprise a été cotée en bourse à partir de décembre 1993 au NASDAQ sous le code ODWA. L'entreprise compte au moment de cette primo-cotation 35 camions de livraison, 200 employés et un chiffre d'affaires annuel de 13 millions d'USD. Peu après Odwalla achète deux entreprises pour accroitre son marché Just Squeezed à Denver, Colorado et Dharma Juice dans le Nord-Ouest Pacifique. En 1994, l'entreprise déménage sa production dans une usine rénovée à Dinuba en Californie et son siège social l'année suivante à Half Moon Bay.
L'entreprise a poursuit sa croissance triplant ses revenus entre 1994 et 1995 et en 1996, les ventes atteignent 59 millions d'USD. La société commercialise aussi des produits non pasteurisés pour le marché de la santé.
Le 7 octobre 1996, Odwalla produit un lot de jus de pommes à partir de fruits contaminés qui provoque la mort d'une personne et 66 malades, contamination qui s'avérera être E. coli. Malgré cela et une baisse du chiffre d'affaires en 1997, Odwalla a réussi à réhabiliter sa marque en communiquant sur de nouvelles procédures sanitaires et en se diversifiant,. Un nouveau produit est le Future Shake, un déjeuner liquide orienté vers les jeunes consommateurs . En septembre 1998, l'entreprise lance une gamme de nourriture en barre et entre dans le marché des fruits en barre estimé à 900 millions d'USD,,. Les trois premiers parfums sont Cranberry Citrus, Organic Carrot & Raisin, et Peach Crunch, depuis disparus.
Retrouvant son niveau activité, la compagnie entame une expansion géographique dans les zones proches comme Philadelphie et Washington, D.C. et avant la fin 1998 le chiffre d'affaires revient au niveau d'avant la rise d'E Coli. 
En 1999, le fonds d'investissements de LVMH, L Capital investit dans la société. Les ventes augmentent de 24 % en 1999 et la marque s'implante à Atlanta,.
En juillet 2000, Odwalla achète pour 27 millions d'USD la société de jus de fruit Fresh Samantha basée à Saco, dans le Maine,,,. Cet achat permet des implantations sur la Cote Est des Etats-Unis mais en raison des frais de transports depuis l'usine de production en Californien la société annonce  la construction d'une usine dans le comté de Palm Beach en Floride, project repoussé puis annulé en raison des diffulctés à obtenr un permis de construire et des fonds locaux,
En novembre 2001, la Coca-Cola Company achète Odwalla pour 15,25 $ l'action totalisant 181 millions d'USD,. À la suite du rachat par Coca-Cola, le marché des barres aux fruits représentant moins de 5 % du chiffre d'affaires est abandonné.
Odwalla fabrique et vend des produits sous la marque Fresh Samantha jusqu'en 2003,.
En juillet 2020, la Coca-Cola Company annonce vouloir arrêter la marque pour se concentrer sur les marques Minute Maid et Topo Chico,.